# Кынъшор
Кынъшор (устар. Кинь-Шор) — река в России, протекает по Сыктывдинскому району Республики Коми. Устье реки находится в 10 км по левому берегу реки Мыртыю, в окрестностях посёлка Верхний Мыртыю. Длина реки составляет 16 км.

## Данные водного реестра
По данным государственного водного реестра России относится к Двинско-Печорскому бассейновому округу, водохозяйственный участок реки — Вычегда от истока до города Сыктывкар, речной подбассейн реки — Вычегда. Речной бассейн реки — Северная Двина.
Код объекта в государственном водном реестре — 03020200112103000020122.